# 2024 중앙 유럽 홍수
2024년 중부 유럽 홍수는 극도로 습한 제노바 저기압인 폭풍 보리스로 인해 발생한 기록적인 폭우로 인해 발생한 연쇄 홍수였다. 홍수는 오스트리아와 체코에서 시작되어 폴란드, 루마니아, 슬로바키아를 거쳐 독일과 헝가리까지 확산되었다. 2024년 9월 28일 현재 27명의 사망자가 보고되었다. 뮤닉 리는 총 피해액을 42억 유로(43억 달러)로 추정하고 있으며, 이 중 19억 유로(21억 달러)가 보험에 가입되어 있다.

## 피해 입은 국가

### 오스트리아

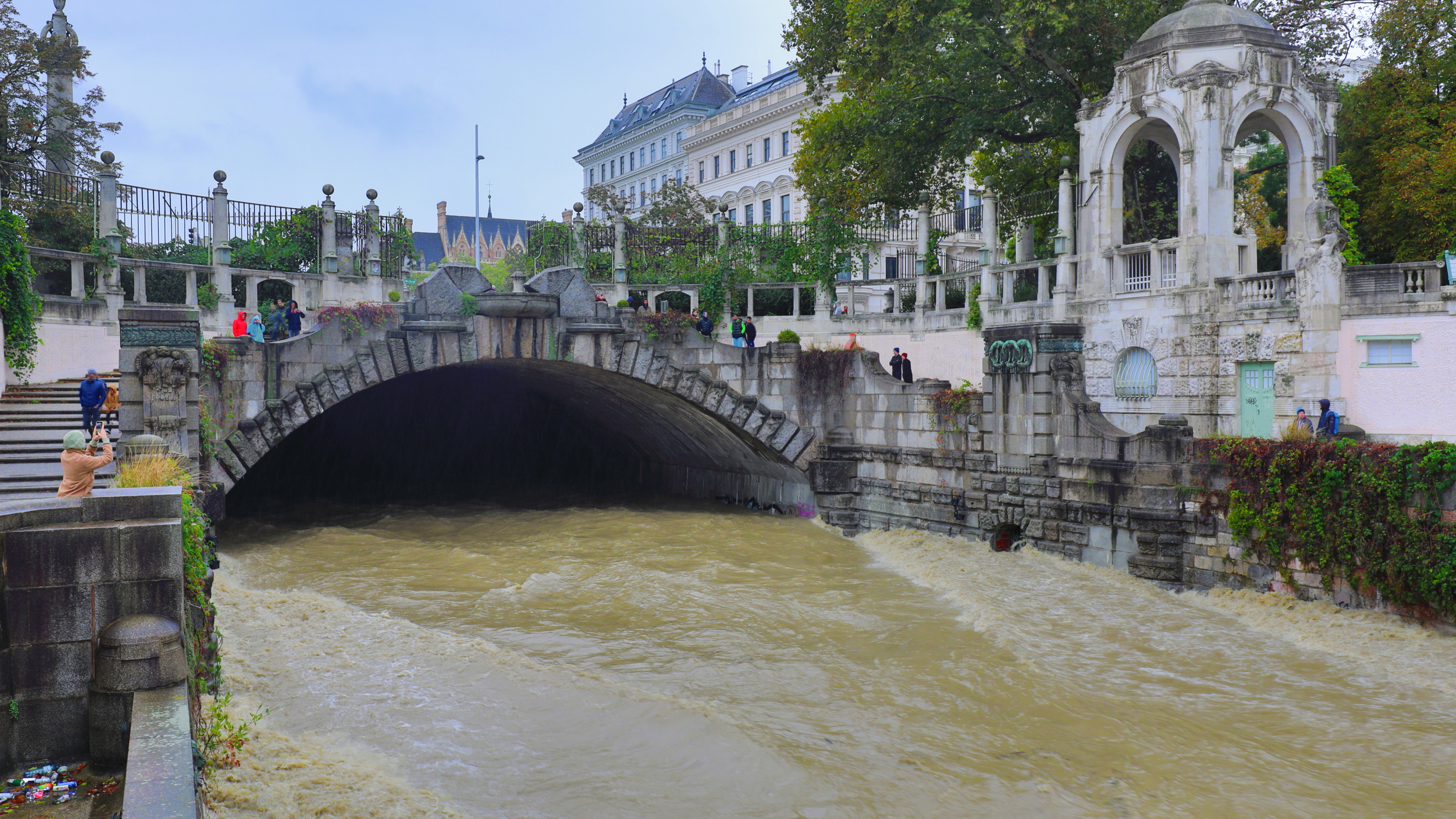
범람한 빈 강

오스트리아에서는 특히 중부 및 북서부 지역, 다뉴브강, 캄프강, 트라이젠강이 가장 큰 피해를 입은 니더외스터라이히가 가장 큰 피해를 입었다. 그 전에는 대부분의 우려가 오텐슈타인 저수지(2002년 홍수 때 급하게 물을 빼서 피해를 더 키운 곳)에 집중되었다. 이 강변의 집들은 대피해야 했고, 그중에서도 Rust im Tullnerfeld와 Hardegg 마을 전체가 대피해야 했다. 비엔나의 경우 다뉴브강은 통제할 수 있었지만 빈은 부분적으로 범람하여 펜징의 일부 지역이 대피해야 했다. 비엔나 U-Bahn의 운행이 대폭 축소되었다. 이미 지난 6월 홍수 피해를 입은 부겐란트는 홍수 경보가 발령된 상태였으며 폭풍우와 비로 인해 피해를 입었다. 상트 푈텐의 댐 고장으로 도시가 침수되어 1.500명의 주민이 하수도가 작동하지 않는 피해를 입었다. 오스트리아 남부 지역에서 근무 중이던 소방관 1명을 포함해 5명이 사망했다.
알프스 지역에서는 폭우가 강설로 바뀌면서 겨울이 일찍 시작되었다. 눈이 녹으면서 더 많은 문제가 예상된다. 9월 13일 카르벤델에서 눈사태로 한 명이 매몰되어 아직까지 실종 상태이다. 구조 작업은 악천후로 인해 어려움을 겪었다. 2차 눈사태로 구조대원 한 명이 부상을 입었다. 9월 15일, 운터타우어른에서 한 스키어가 눈더미 아래서 숨진 채 발견되었다.

### 체코

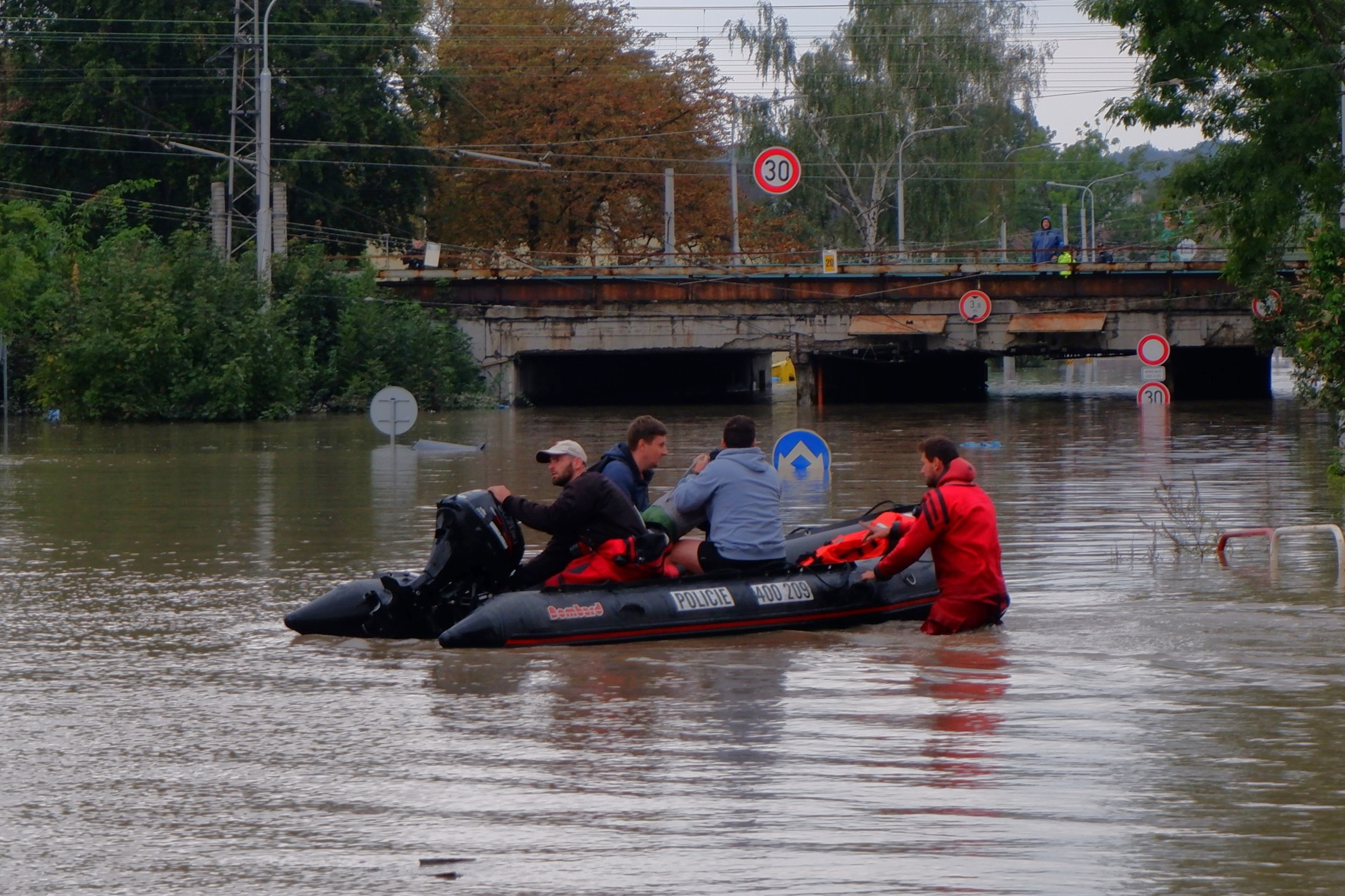
체코 오스트라바의 구조 보트

체코의 홍수는 9월 13일 폭우 이후 시작되었다. 9월 15일 현재, 200개 이상의 하천이 제방을 넘어 범람한 것으로 보고되었다. 가장 심각한 상황은 실레지아와 북부 모라비아, 특히 예세니키 산맥 지역이었고, 수천 명의 주민이 대피해야 했던 모라비아 북동부 지역이 그 뒤를 이었다. 예세니크와 오파바는 최악의 피해를 입은 곳 중 하나였다. 범람한 강으로 인해 몇 채의 집이 파괴된 곳이다. 9월 14일과 15일 밤에 이미 주요 주거 지역인 카트르진키에서 대피 작전이 시작되었다. 홍수로 가장 큰 피해를 입은 도시는 오스트라바였다. 남부 보헤미안 일부에서 위협이 계속되고 있다. 전국적으로 4명의 실종자가 보고되었고 수천 명의 이재민이 발생했으며 약 25만 명이 전기 공급을 받지 못하고 있다. 여러 도로와 철도가 폐쇄되고 프라하 지하철의 한 역에 물이 유입되어 폐쇄되었지만 나머지 네트워크는 계속 작동했다. 예제니크에는 거의 500mm(20인치)의 비가 내렸다. 모라비아 및 실레지아의 일부 지역은 1997 유럽 홍수 강우량 총합을 초과했다.
9월 15일, 체코 교통부 장관인 마르틴 쿠프카는 폭우와 홍수로 인한 피해를 없애기 위해 모라바슬레스코주의 철도 운영을 최소 일주일 동안 중단한다고 발표했다.
9월 15일과 16일, 모라비아-실레지아 지역에서 4명이 사망했다. 첫 번째 사망자는 9월 15일 크라소프카 스트림에서 사망했다. 9월 16일에는 크르노프에서 2명이, 침수된 아파트에서 1명이 사망한 채 발견되었다. 코빌라 나드 비드나브쿠에서도 한 여성이 익사했다.
홍수로 인해 내무부는 9월 20일부터 21일까지 홍수 피해가 심한 5개 마을에서 2024 체코 상원 선거 투표를 직접 관리했으며, 다른 지역에서는 텐트, 컨테이너 또는 야외 장소에서 투표를 진행했다.

### 폴란드

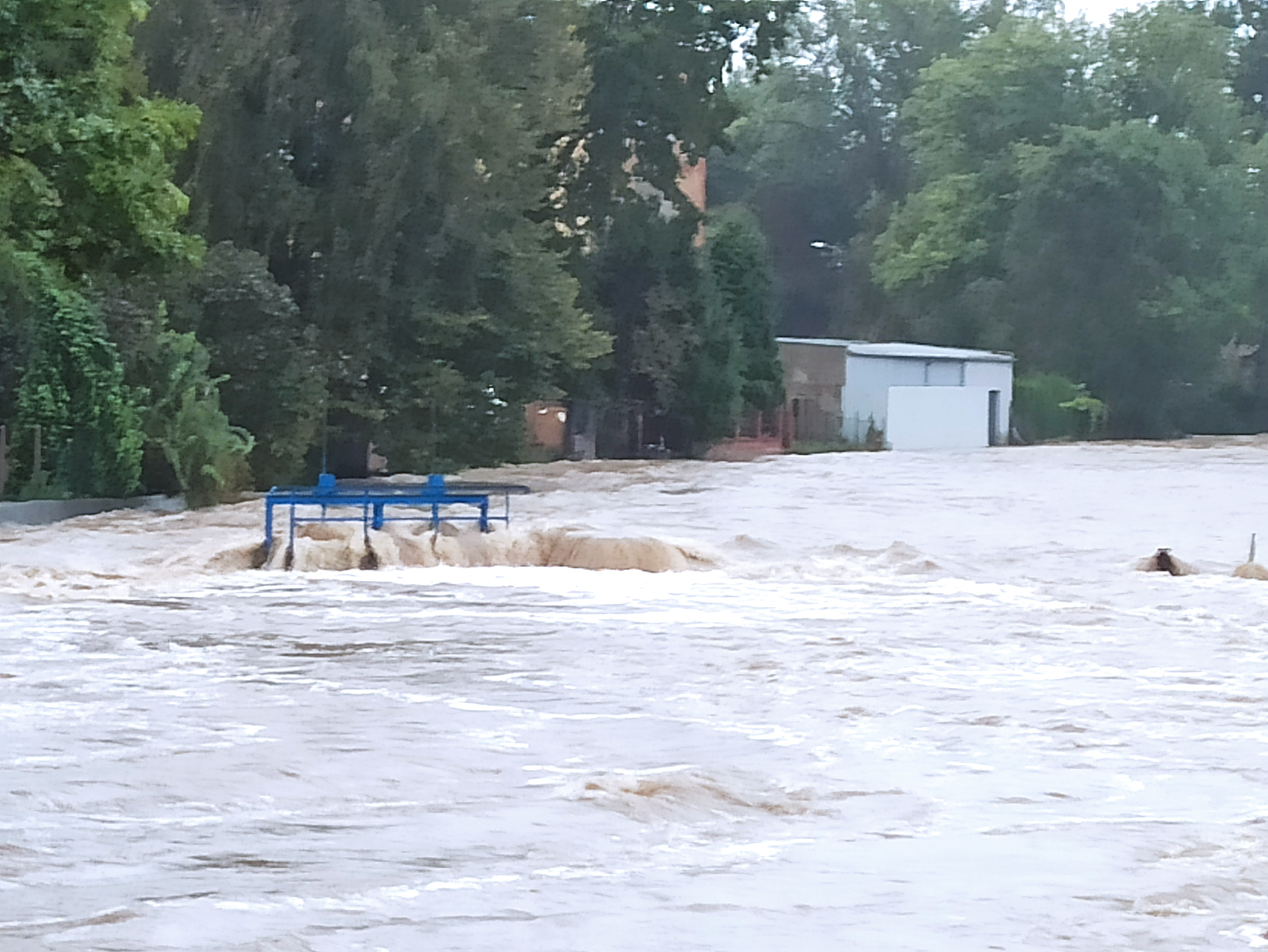
폴란드 프루드니크의 범람하는 강, 9월 14일

보리스는 폴란드 남서부 상공을 지나면서 3일 동안 거의 반년에 해당하는 양의 비를 뿌렸다. 일부 지역에서는 천둥번개와 토네이도를 동반한 400mm(16인치) 이상의 폭우가 쏟아졌다. 보리스는 9월 14일부터 16일까지 오폴레주과 돌니실롱스크를 강타하여 홍수를 일으켰다. 홍수로 인해 10명이 사망한 것으로 보고되었으며, 수천 명의 이재민과 5만~7만 명의 주민이 전기 없이 지냈다. 주로 오데르 강 유역의 82개 측정소에서 심각한 홍수 경보가 발령되었다.
9월 14일, 궈초와지마을에서는 홍수 장벽을 압도하는 물로 인해 벨라 강의 임시 다리가 파괴되어 강제 대피령이 내려졌다. 니사, 크워츠코, 옐레니아구라, 프루드니크의 학교가 휴교했다. 이 지역의 열차는 여러 건의 선로 침식과 쓰러진 나무로 인해 운행이 중단되었다.

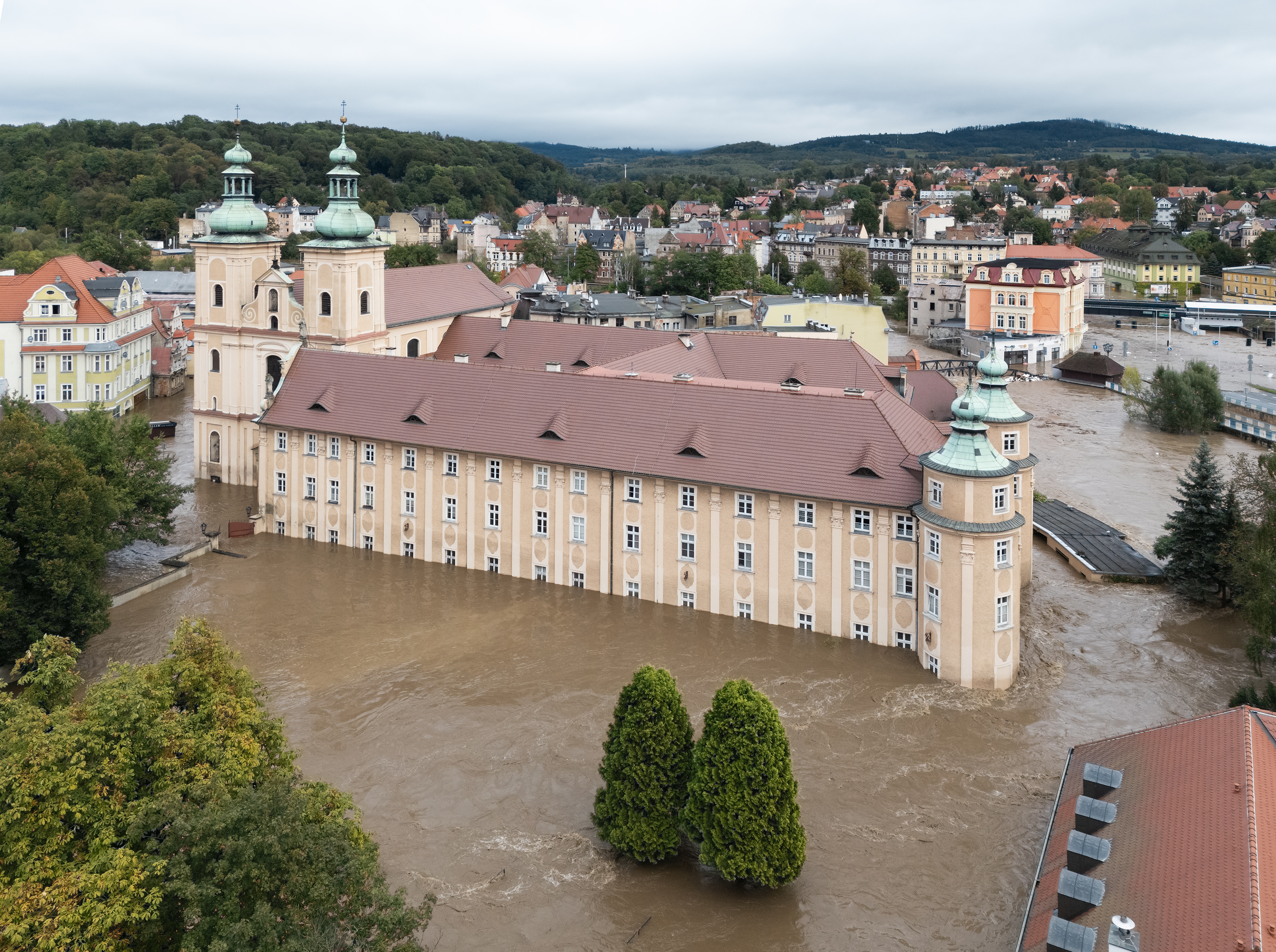
9월 15일, 폴란드 크워츠코의 프란치스코 수도원 단지 침수

9월 15일, 도날드 투스크 총리는 자연 재해 상태를 선포했다. 이날 하루에만 피해 지역에서 최대 2,600명이 대피했다. 쿼츠코와 니사에서 홍수 장벽이 고장 나면서 쿼츠코 시내 중심부에 최대 150cm(59인치)의 홍수가 발생하여 시장이 대피를 요청했다. 미에지고르제의 한 댐이 범람하여 브로츠와프의 지역 수자원 관리위원회에 의해 통제 불능 상태로 판정받았다. 같은 날 저녁, 스트로니슬로스키에의 댐이 고장 나면서 주택을 완전히 파괴할 만큼 강력한 급류가 발생했다. 비스트르지카 쿼즈카와 롬덱즈드르지 마을과 주변 마을도 홍수로 인해 큰 피해를 입었다.
9월 15~16일 밤, 필쇼비체 댐이 범람하여 르보베크실롱스키, 그리포우슬로스키, 블렌 마을이 침수되었다. 나토 협력의 일환으로 폴란드 포비츠에 주둔하고 있는 체코 헬기 부대가 폴란드 구호 작전에 합류했다.
9월 17일, 전체 면적의 90%가 침수되어 가장 큰 피해를 입은 마을 중 하나가 된 르윈 브르제스키에서 홍수가 발생했다. 같은 날, 홍수 물결이 스프로타와에 도달했고, 당국은 마을 일부에 대피령을 내렸다. 그러나 파도가 자간에 도달한 당일 소방관, 마을 주민, 인근 마을의 자원봉사자, 마을에 주둔한 폴란드 및 미군 병사들이 제방을 쌓아 홍수로부터 마을을 구해냈다. 또한 같은 날, 트르제비엔에서는 폴란드 소방관들이 보브르 강에 휩쓸린 미군 2명을 구조했다.

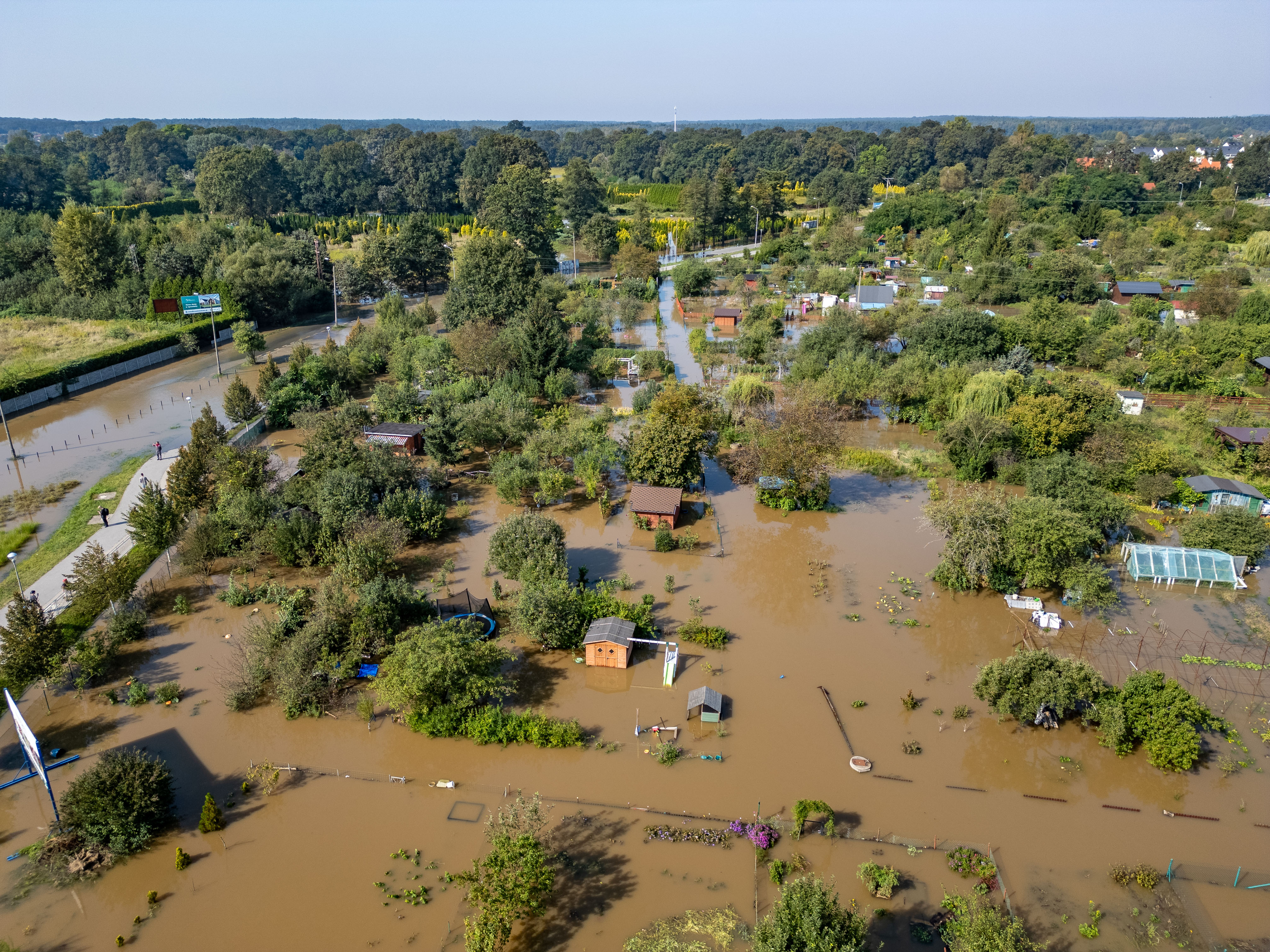
9월 18일, 폴란드 브로츠와프 스타브와비체 침수

9월 18일 브로츠와프의 마르쇼비체, 스타브와비체, 즈워트니키 인근에서 부분적인 홍수가 발생했지만, 그 사이에 건설된 홍수 방지 제방 덕분에 주택과 아파트 블록은 대부분 피해를 입지 않았다. 9월 19일, 작은 마을 브르제그 돌니가 침수될 뻔했지만 소방관과 시민들 덕분에 침수를 막았다. 9월 21일에는 시나와 마을이 부분적으로 침수되었다.
9월 26일, 침수 지역에서 두 구의 시신이 발견되었는데, 한 구는 구초와지 근처에서, 다른 한 구는 쿼드츠코 근처에서 발견되었다. 홍수 이재민 수는 공식적으로 9명으로 확인되었다.
10월 3일, 오데르강의 홍수가 폴란드 북서부 그리피노에 도달하면서 그리피노와 독일 국경인 메체린을 잇는 120번 국도의 일부 구간이 침수되어 다른 도로로 우회하는 일이 발생했다.

### 루마니아
루마니아에서 홍수로 인해 7명이 사망한 것으로 보고되었다.갈라치 및 바슬루이 카운티는 폭풍 보리스로 인한 홍수로 여러 마을이 물에 잠기고 주요 기반 시설이 파손되었으며 수천 명의 주민이 이재민이 되는 등 심각한 피해를 입었다. 시레 강과 프루트 강에 접해 있는 이 지역은 끊임없는 강우로 인해 강이 범람하여 지역 전체가 큰 피해를 입었다. 슬로보지아 코나치, 쿠달비, 페체아, 코스타체 네그리, 그리비차, 피스쿠 등 여러 마을이 홍수에 휩싸였다. 이 지역에서는 도로가 강으로 변하고 집들이 몇 피트 높이의 물속에 잠겼다. 주민들은 급격히 불어난 홍수로 인해 보트와 임시 뗏목을 이용해 대피해야 했다. 여러 지역의 강이 둑을 무너뜨려 농경지와 주거 지역이 침수 지역으로 변하면서 구조 작업이 더욱 복잡해졌다. 농촌 지역과 갈라치 시를 연결하는 DN25와 DN26과 같은 주요 도로가 완전히 차단되어 응급 서비스가 피해 지역에 도달하는 데 어려움을 겪고 있다. 폭우로 인한 산사태로 인해 교통 연결이 더욱 막혔으며, 브를라드와 갈라치 사이의 철도 노선 100킬로미터가 심각한 피해로 인해 일부 구간이 공중에 매달린 채 폐쇄되었다.

### 슬로바키아
2024년 9월 14~15일 밤에 강풍이 불고 며칠 동안 폭우가 쏟아진 후 슬로바키아의 물줄기 또한 상승했다. 최악의 수문학적 상황은 키수차 강과 미야바 강 유역과 소카르파티아 산맥의 작은 강에서 발생했다. 다뉴브 강과 모라바 강도 상승했다. 로호즈닉, 자블로니카, 스투파바,와 데빈스카 노바 베스가 밤과 아침에 침수되었다. 블라티나 개울이 범람하여 페지노크의 시들리스코 세베르 2세 아파트의 주차장과 지하가 침수되었다. 9월 15일 서슬로바키아에 주황색과 적색 기상 경보 홍수 경보가 발령되었다. 9월 16일 정오, 다뉴브강의 수위가 926센티미터에 달해 브라티슬라바의 티르쉬 제방과 파즈노르 제방으로 범람했다. 9월 17일 오전 2시 30분, 다뉴브강의 수위가 970센티미터에 달했다. 오전 7시에 데빈 자치구의 한 가정집 지하실에서 73세 남성의 시신이 침수된 채 발견되었다. 오전 10시에 다뉴브강의 수위가 966센티미터에 달했다. 9월 18일 브라티슬라바의 다뉴브강과 모라바강의 수위는 970~980센티미터로 최고조에 달했고, 데빈에서는 약 910센티미터에 달했다.
브라티슬라바 도심은 홍수 피해를 거의 입지 않았지만, 몇몇 트램 노선과 브라티슬라바 동물원, 브라티슬라브스키 레즈니 공원은 큰 피해를 입었다. 전국의 피해액은 2천만 유로로 추산되었다.

### 헝가리

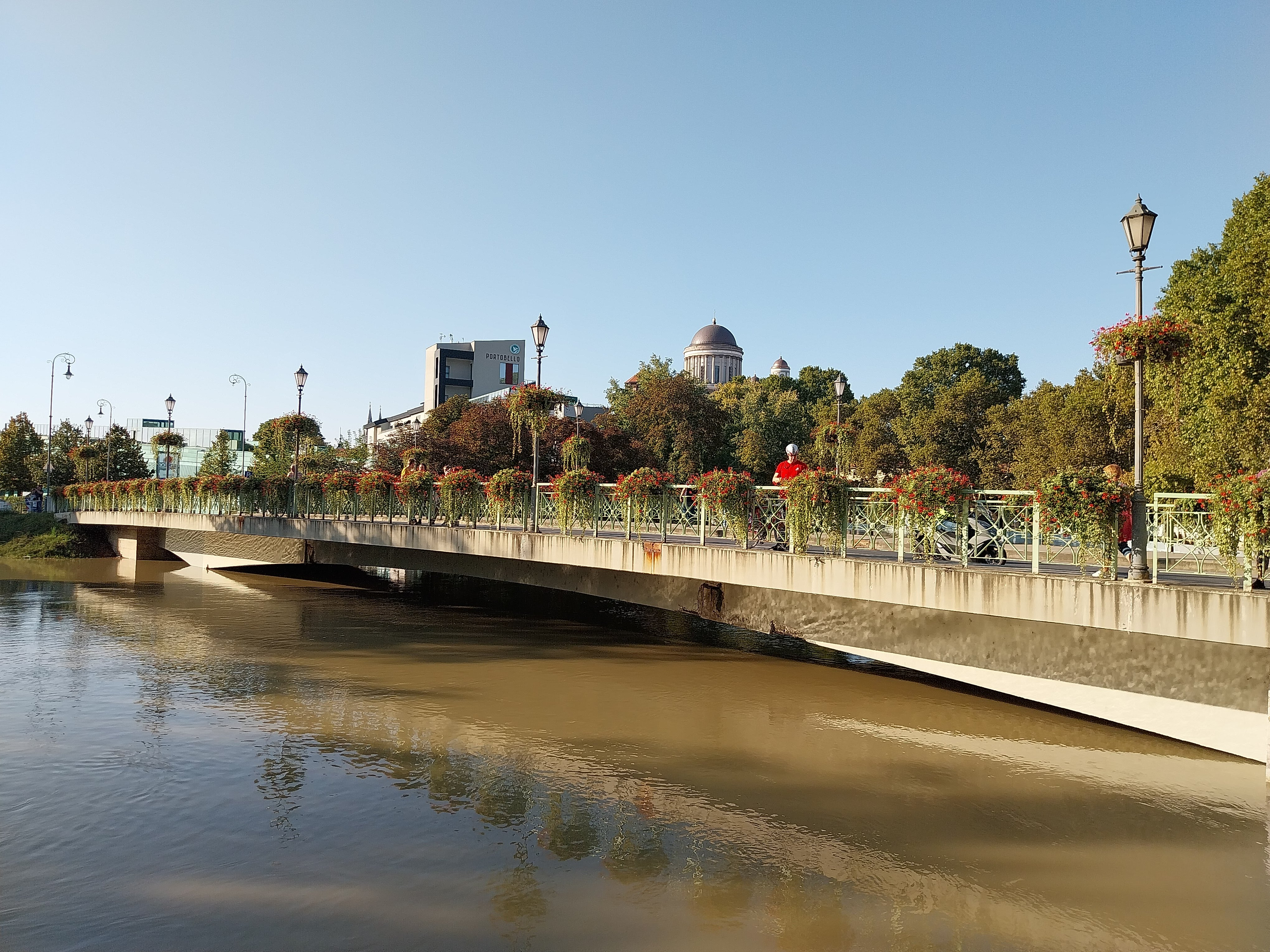
9월 20일, 에스테르곰의 작은 다뉴브강, 보티안 다리

9월 17일 현재, 헝가리는 다뉴브강의 500킬로미터(310마일) 구간이 수위 상승으로 인해 홍수 경보가 발령된 상태이다. 부다페스트에서는 시 정부가 시민들에게 모래주머니 100만 개를 나눠주었다. 부다페스트와 비엔나 간 기차 운행이 취소되었다. 머르기트 섬의 하반부는 폐쇄되었다.

### 크로아티아와 세르비아
크로아티아 당국에 따르면 다뉴브강은 9월 21~22일 주말에 크로아티아-세르비아 국경에 범람할 것으로 예상된다.
9월 13~14일, 크로아티아의 기온이 20 °C(36 °F)까지 떨어지면서 산악지대에 때 아닌 눈이 내렸다.

## 영향
폴란드의 테니스 선수 이가 시비옹테과 후베르트 후르카치는 조국의 홍수 피해 복구 활동을 지원했으며, 후르카츠는 자신이 서브에이스를 기록할 때마다 100유로를 기부하기로 약속했다.
브라티슬라바 대교구는 2025년 1월 체코 오스트라바-오파바 교구의 주택 및 인프라 개보수를 위해 171,700유로를 기부했다. 이 금액은 2024년 11월 10일에 열린 성 마틴 자선 기금 모금 행사인 Svätomartinská dobročinná zbierka의 일환으로 모금되었다.

## 분석 지도
유럽연합 긴급대응조정센터(ERCC)의 분석 지도는 아래에서 확인할 수 있다.
| - 2024년 9월 12일 - 2024년 9월 16일 - 2024년 9월 18일 - 2024년 9월 20일 - 2024년 9월 27일 |

## 다른 홍수 사례들
- 2024 유럽 홍수
- 1910 유럽 홍수(영어판) - 중부 유럽에서 발생한 역사적인 홍수로 천 명 이상의 사망자가 발생했다.
- 2023 슬로베니아 홍수(영어판)
- 2023 에밀리아로마냐 홍수(영어판)
- 2021 유럽 홍수
- 2013 유럽 홍수
- 2012 루마니아 홍수(영어판)
- 2010 중부 유럽 홍수(영어판)
- 2009 유럽 홍수(영어판)
- 2002 유럽 홍수(영어판)
- 1997 중부 유럽 홍수(영어판)
- 1970 루마니아 홍수(영어판)

## 참조
1. ↑  “Climate change is showing its claws: The world is getting hotter, resulting in severe hurricanes, thunderstorms and floods | Munich Re”. 《www.munichre.com》 (영어). 2025년 1월 9일에 확인함.
2. ↑  Fichtinger, Franz (2024년 9월 13일). “Stausee Ottenstein bietet Wasser-Pufferzone – Dobrastausee extrem voll”. 《NÖN.at》 (독일어). 2024년 9월 14일에 원본 문서에서 보존된 문서. 2024년 9월 18일에 확인함.
3. ↑  Wohlmuth, Anna; Berger, Veronika; Koppensteiner, Thomas; Puchinger, Thomas (2024년 11월 16일). “Gefahrenlage noch nicht gebannt”. 《noe.orf.at》 (독일어). ORF. 2024년 9월 18일에 원본 문서에서 보존된 문서. 2024년 9월 18일에 확인함.
4. 1 2  Wohlmuth, Anna; Freudenthaler, Teresa; Schwarzwald-Sailer, Stefan; Koppensteiner, Thomas (2024년 9월 15일). “Hochwasser: Neue Regenfälle angekündigt”. 《noe.orf.at》 (독일어). 2024년 9월 22일에 원본 문서에서 보존된 문서. 2024년 9월 22일에 확인함.
5. ↑  “Záplavy dál sužují střední Evropu, Polsko a Rakousko mají první oběti”. 《ČeskéNoviny.cz》 (체코어). 2024년 9월 15일에 원본 문서에서 보존된 문서. 2024년 9월 18일에 확인함.
6. ↑  “Hochwasser: Pegel gehen vorerst zurück”. 《ORF》 (독일어). 2024년 9월 15일. 2024년 9월 18일에 확인함.
7. 1 2  “Kritische Hochwasserlage in mehreren Nachbarländern”. 《Tagesschau》 (독일어). 2024년 9월 16일. 2024년 9월 18일에 원본 문서에서 보존된 문서. 2024년 9월 18일에 확인함.
8. ↑  “Neben Sturm nun auch Regen ein Problem”. 《burgenland.ORF.at》 (독일어). 2024년 9월 15일. 2024년 9월 17일에 원본 문서에서 보존된 문서. 2024년 9월 18일에 확인함.
9. ↑  “81-Jährige in überflutetem Haus gestorben”. 《noe.ORF.at》 (독일어). 2024년 9월 17일. 2024년 9월 22일에 원본 문서에서 보존된 문서. 2024년 9월 22일에 확인함.
10. ↑  “Suche nach verschüttetem Wanderer in der Eng am Sonntag nicht fortgesetzt – Evakuierung von Lamsenjochhütte”. 《merkur.de》 (독일어). 2024년 9월 17일. 2024년 9월 17일에 원본 문서에서 보존된 문서. 2024년 9월 17일에 확인함.
11. ↑  “Vermisster Skitourengeher am Seekareck in Obertauern tot geborgen”. 《salzburg24.at》 (독일어). 2024년 9월 15일. 2024년 9월 17일에 확인함.
12. ↑  “Kulminace Svratky a Svitavy má být mírnější”. 《ČT24》 (체코어). Czech News Agency. 2024년 9월 18일에 확인함.
13. ↑  “V Česku je v současnosti 262 toků na některém z povodňových stupňů”. 《Deník N》 (체코어). 2024년 9월 15일. 2024년 9월 15일에 원본 문서에서 보존된 문서. 2024년 9월 18일에 확인함.
14. 1 2  Gabzdyl, Josef (2024년 9월 16일). “V Ostravě se protrhla hráz Odry, voda zalila Přívoz. Kraj žádá o pomoc armádu”. 《iDNES.cz》 (체코어). 2024년 9월 18일에 확인함.
15. ↑  “Bez proudu je kvůli počasí přes sto tisíc domácností, výpadky mají i mobilní vysílače”. 《ČT24》 (체코어). Czech Television. 2024년 9월 18일에 확인함.
16. ↑  Bušková, Anna (2024년 9월 13일). “Metro bojuje s vodou. Na Muzeu prší i pod zemí. Vstup do stanice je zavřený”. 《Pražský deník》 (체코어). 2024년 9월 18일에 원본 문서에서 보존된 문서. 2024년 9월 18일에 확인함.
17. ↑  “Končící extrémní srážky v Česku: V Jeseníkách spadlo přes 500 mm srážek. Na severu Moravy a ve Slezsku byly vodním stavem překonány povodně z roku 1997”. 《meteocentrum.cz》 (체코어). 2024년 9월 17일에 원본 문서에서 보존된 문서. 2024년 9월 18일에 확인함.
18. ↑  Bubeníček, Radek (2024년 9월 15일). “Odříznutá Ostrava. Železniční spojení bude přibližně týden mimo provoz”. 《Moravskoslezský deník》 (체코어). 2024년 9월 18일에 확인함.
19. ↑  Vlčková, Eliška; Hovorková, Klára; Pukovcová, Tereza (2024년 9월 16일). “Třetí den povodní: Záplavy mají první oběti, v Ostravě se protrhla hráz”. 《iDNES.cz》. 2024년 9월 16일에 원본 문서에서 보존된 문서. 2024년 9월 16일에 확인함.
20. ↑  “Rising rivers threaten southern Poland as flooding recedes elsewhere in Central Europe”. Associated Press. 2024년 9월 18일. 2024년 9월 18일에 원본 문서에서 보존된 문서. 2024년 9월 18일에 확인함.
21. ↑  “Czech vote in Senate and regional elections in the aftermath of massive flooding”. 《Associated Press》. 2024년 9월 20일. 2024년 9월 20일에 원본 문서에서 보존된 문서. 2024년 9월 20일에 확인함.
22. ↑  “Nie żyje znany chirurg, ordynator szpitala w Nysie. To kolejna ofiara powodzi”. 《Rzeczpospolita》 (폴란드어). 2024년 9월 16일에 확인함.
23. ↑  “Tragiczny obraz po powodzi. Ponad 50 tys. odbiorców końcowych pozostaje bez prądu”. 《energetyka24.com》 (폴란드어). 2024년 9월 16일. 2024년 9월 16일에 확인함.
24. ↑  “Komunikat IMGW-PIB o aktualnej i prognozowanej sytuacji synoptycznej i hydrologicznej”. 《imgw.pl》. 2024년 9월 15일에 원본 문서에서 보존된 문서. 2024년 9월 15일에 확인함.
25. ↑  “Most w Głuchołazach zniszczony. Nagranie z momentu zerwania”. 2024년 9월 15일. 2024년 9월 16일에 원본 문서에서 보존된 문서. 2024년 9월 16일에 확인함.
26. ↑  “Podmyte nasypy, powalone drzewa na torach. Problemy na kolei”. 2024년 9월 14일.
27. ↑  “Premier zdecydował. Rząd wprowadzi stan klęski żywiołowej”. 《PolsatNews.pl》 (폴란드어). 2024년 9월 15일. 2024년 9월 15일에 원본 문서에서 보존된 문서. 2024년 9월 15일에 확인함.
28. ↑  “Szef MON: Żandarmeria Wojskowa z żołnierzami zabezpieczą dobytek powodzian”. 《rmf24.pl》 (폴란드어). 2024년 9월 16일에 원본 문서에서 보존된 문서. 2024년 9월 16일에 확인함.
29. ↑  “Ewakuacja w Kłodzku. Nadchodzi druga fala powodziowa wyższa o 1 m – Forsal.pl”. 《forsal.pl》. 2024년 9월 15일. 2024년 9월 15일에 원본 문서에서 보존된 문서. 2024년 9월 15일에 확인함.
30. ↑  “Woda przerwała wały w Nysie. Centrum miasta "odcięte od świata". Trwa ewakuacja szpitala”. 《gazetapl》 (폴란드어). 2024년 9월 15일. 2024년 9월 15일에 원본 문서에서 보존된 문서. 2024년 9월 15일에 확인함.
31. ↑  “Tama w Międzygórzu przelała. "Brak możliwości kontrolowania"”. 《wydarzenia.interia.pl》 (폴란드어). 2024년 9월 15일에 확인함.
32. ↑  “Zawalił się pierwszy dom”. 《jelonka.com》 (폴란드어). 2024년 9월 15일. 2024년 9월 15일에 확인함.
33. ↑  “Dramat w Stroniu Śląskim. Fala porwała dom na oczach ludzi”. 《wiadomosci.wp.pl》 (폴란드어). 2024년 9월 15일. 2024년 9월 15일에 원본 문서에서 보존된 문서. 2024년 9월 15일에 확인함.
34. ↑  “Dramatyczna sytuacja na Dolnym Śląsku. Kłodzko jest pod wodą. Bardzo zła sytuacja jest w Lądku-Zdroju, Bystrzycy Kłodzkiej, Głuchołazach” (폴란드어). 2024년 9월 15일. 2024년 9월 20일에 확인함.
35. ↑  Justyna Orlik (2024년 9월 18일). “"Wody było potąd." Jak mieszkańcy Lwówka Śląskiego, Gryfowa i Wlenia radzą sobie skutkami powodzi?”. 《Wałbrzych Nasze Miasto》 (폴란드어). 2024년 9월 20일에 확인함.
36. ↑  “"Przegraliśmy walkę z wielką wodą." Dramatyczna sytuacja na Dolnym Śląsku.”. 《PolsatNews》 (폴란드어). 2024년 9월 16일. 2024년 9월 16일에 원본 문서에서 보존된 문서. 2024년 9월 16일에 확인함.
37. ↑  “Wojsko wydało komunikat, śmigłowce już do nas lecą. Będzie pomoc dla Polski”. 《Radio ZET》 (폴란드어). 2024년 9월 16일. 2024년 9월 19일에 확인함.
38. ↑  “Wielka ewakuacja Lewina Brzeskiego. "90 proc. miasta pod wodą"”. 《Polsat News》 (폴란드어). 2024년 9월 18일. 2024년 9월 19일에 원본 문서에서 보존된 문서. 2024년 9월 20일에 확인함.
39. ↑  “Powódź w Szprotawie. Pilne wezwanie do ewakuacji”. 《Polsat News》 (폴란드어). 2024년 9월 17일. 2024년 9월 20일에 원본 문서에서 보존된 문서. 2024년 9월 20일에 확인함.
40. ↑  Małgorzata Trzcionkowska (2024년 9월 19일). “Fala powodziowa przetoczyła się przez Żagań. Najbardziej ucierpiała niżej położona Szprotawa”. 《Gazeta Lubuska》 (폴란드어). 2024년 9월 20일에 확인함.
41. ↑  “Porwał ich nurt. Strażacy uratowali dwóch amerykańskich żołnierzy”. 《RMF24》 (폴란드어). 2024년 9월 18일. 2024년 9월 18일에 원본 문서에서 보존된 문서. 2024년 9월 19일에 확인함.
42. ↑  “Trudna noc na Marszowicach, Stabłowicach i Złotnikach. Mieszkańcy budowali umocnienia” (폴란드어). 2024년 9월 18일. 2024년 9월 23일에 확인함.
43. ↑  “"Trudno powstrzymać się od płaczu". Fala powodziowa przechodzi przez Ścinawę”. 《Radio ZET》 (폴란드어). 2024년 9월 21일. 2024년 9월 21일에 원본 문서에서 보존된 문서. 2024년 9월 23일에 확인함.
44. ↑  “Kolejne ofiary powodzi? Policja ujawnia: Odnaleziono dwa ciała”. 《www.rmf24.pl》 (폴란드어). 2024년 9월 29일에 확인함.
45. ↑  “Ile osób zginęło w powodzi 2024? Policja 28 września podała nowe dane - Wiadomości Radio ZET”. 《wiadomosci.radiozet.pl》 (폴란드어). 2024년 9월 28일. 2024년 9월 29일에 확인함.
46. ↑  “Wielka woda w Zachodniopomorskiem. DW 120 zalana. "Dotarła do nas fala"”. 《Radio ZET》 (폴란드어). 2024년 10월 4일. 2024년 10월 8일에 확인함.
47. ↑  “Death Toll Rises as Deadly Floods Threaten Central Europe: What We Know”. 《The New York Times》. 2024년 9월 17일. 2024년 9월 18일에 확인함.
48. ↑  “Ulewne deszcze zbierają śmiertelne żniwo. Już pięć ofiar powodzi”. 《tvp.info》 (폴란드어). 2024년 9월 14일에 원본 문서에서 보존된 문서. 2024년 9월 15일에 확인함.
49. ↑  “Kritische Hochwasserlage in Europa – und weitere Todesopfer”. 《Tagesschau》 (독일어). 2024년 9월 18일에 확인함.
50. ↑  “4 people found dead in eastern Romania as rainstorms leave hundreds stranded”. 《AP News》. 2024년 9월 14일. 2024년 9월 17일에 원본 문서에서 보존된 문서. 2024년 9월 18일에 확인함.
51. ↑  “Key Romania rail line closed indefinitely after flood damage”. Railtech.com. 2024년 9월 17일. 2024년 9월 17일에 원본 문서에서 보존된 문서. 2024년 9월 17일에 확인함.
52. 1 2  SITA Slovenská tlačová agentúra a.s (2024년 9월 15일). “Dážď a povodne na Slovensku: Dunaj v Bratislave ešte stúpa a meteorológovia avizujú ďalšiu vlnu zrážok (online)”. 《SITA》 (슬로바키아어). 2024년 9월 15일에 확인함.
53. ↑  “Situácia v Stupave je veľmi vážna, Stupavský potok sa vylial z brehov a zaplavuje mesto”. 《myzahorie.sme.sk》 (슬로바키아어). 2024년 9월 15일에 원본 문서에서 보존된 문서. 2024년 9월 15일에 확인함.
54. ↑  TASR (2024년 9월 15일). “Pezinok vyhlásil tretí stupeň povodňovej aktivity. Jeden z potokov už vyplavilo, zaplavilo aj bytovku”. 《Hospodárske noviny》. 2024년 9월 18일에 원본 문서에서 보존된 문서. 2024년 9월 18일에 확인함.
55. ↑  “Pezinčanov prekvapili záplavy. Voda sa valila až k obydliam, hasiči odčerpávajú zaplavené pivnice”. 《Pravda.sk》 (슬로바키아어). 2024년 9월 15일. 2024년 9월 15일에 확인함.
56. ↑  “Mimoriadne vážna situácia v Bratislave: Hladina Dunaja stúpa rýchlejšie, než sa čakalo”. 《Štandard》 (슬로바키아어). 2024년 9월 16일에 확인함.
57. 1 2  “Dunaj dosiahol výšku 970 cm, no klesať bude pomaly. Z Rakúska prichádza viac vody”. 《iMeteo.sk》 (슬로바키아어). 2024년 9월 17일. 2024년 9월 17일에 원본 문서에서 보존된 문서. 2024년 9월 17일에 확인함.
58. ↑  Televízia Ta3 (2024년 9월 18일). “Záplavy na Slovensku majú zrejme prvú obeť. Staršieho muža našli tvárou dole v zatopenej pivnici” (슬로바키아어). ta3. 2024년 9월 18일에 원본 문서에서 보존된 문서. 2024년 9월 18일에 확인함.
59. ↑  “Kulminácia Dunaja pretrváva, jeho hladina stále stúpa pod vodným dielom Gabčíkovo”. 《Pravda.sk》 (슬로바키아어). 2024년 9월 18일. 2024년 9월 18일에 확인함.
60. ↑  “Budapest and Poland's Wroclaw reinforce river banks ahead of more flooding in Central Europe”. 《Associated Press》. 2024년 9월 17일. 2024년 9월 17일에 확인함.
61. ↑  “Flooding death toll rises to 21 in Central Europe as more areas on alert”. 《Al Jazeera》. 2024년 9월 17일. 2024년 9월 18일에 확인함.
62. 1 2  “VIDEO Objavljene dramatične snimke poplava: Raste broj mrtvih, zna se i gdje će u Hrvatskoj biti najgore”. 《Dnevnik.hr》 (크로아티아어). 2024년 9월 18일에 확인함.
63. ↑  “Cities in Central Europe reinforce riverbanks ahead of more flooding”. 《Associated Press》. 2024년 9월 17일. 2024년 9월 17일에 원본 문서에서 보존된 문서. 2024년 9월 18일에 확인함.
64. ↑  “Boris sije kaos! Čeka li Hrvatsku scenarij iz Češke i Poljske i gdje bi moglo biti kritično”. 《Dnevnik.hr》 (크로아티아어). 2024년 9월 18일에 확인함.
65. ↑  Davidov, Liya (2024년 9월 25일). “#AcesForAid: Hubert Hurkacz to donate 100 Euros for every ace to Poland after recent flooding”. 《Tennis.com》. 2024년 9월 26일에 확인함.
66. ↑  www.tkkbs.sk. “Výťažok Svätomartinskej zbierky vo výške 171 700 eur pomôže rodinám postihnutým povodňami”. 《www.tkkbs.sk》. 2025년 2월 26일에 확인함.